# Audun Garshol
Audun Egil Garshol (ur. 9 listopada 1951 w Ulstein) – norweski lekkoatleta.
W 1972 wystartował na igrzyskach olimpijskich, na których wystąpił w biegu na 100 i 200 m. W obu konkurencjach odpadł w ćwierćfinale, zajmując 7. miejsce w swoich biegach.
Wielokrotny medalista mistrzostw Norwegii. W biegu na 100 m zostawał mistrzem kraju w latach 1972-1976 oraz zdobywał brązowe medale mistrzostw Norwegii w 1971, 1980 i 1981, natomiast na 200 m wywalczył złoto mistrzostw kraju w 1972, 1973 i 1976, srebro w 1974 i brąz w 1971. Zdobył również kilka medali w sztafetach. Reprezentował kluby Hamar IL, IL i BUL oraz Hareid IL.
12 sierpnia 1972 w Stavanger ustanowił rekord Norwegii czasem 10,2 s, który był ostatnim rekordem kraju przed wprowadzeniem elektronicznego pomiaru czasu. 31 sierpnia 1972 w Monachium ustanowił pierwszy rekord Norwegii po wprowadzeniu nowego sposobu pomiaru, uzyskując czas 10,55 s. 19 września 1973 w Sofii czasem 10,52 s pobił swój własny rekord. Wynik ten był rekordem kraju do 20 maja 1986, kiedy o 0,01 s pobił go Einar Sagli. Jeden z jego rekordów – 10,49 s (Monachium, 31 sierpnia 1972) nie został uznany, ponieważ został ustanowiony przy zbyt silnym wietrze.

## Rekordy życiowe
Na podstawie:
- 60 m (hala) – 6,89 s (Göteborg, 9 marca 1974)
- 100 m – 10,52 s (Sofia, 19 września 1973)/10,2 s (Stavanger, 12 sierpnia 1972)
- 200 m – 21,16 s (Monachium, 3 września 1972)